# Żyła kręgowa przednia

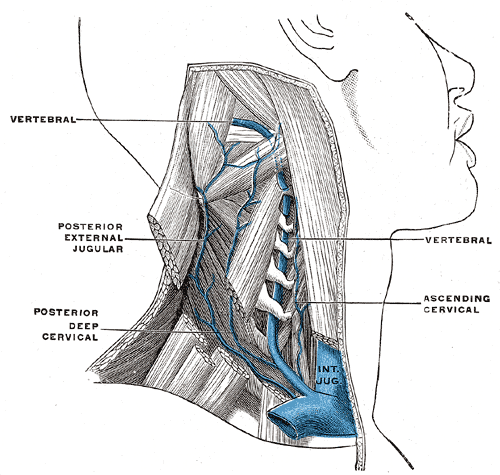
Żyły szyi, widok z boku. Żyła kręgowa przednia podpisana ascending cervical.

Żyła kręgowa przednia (łac. vena vertebralis anterior) – w anatomii człowieka niewielka żyła należąca do grupy głębokich żył głowy i szyi. Powstaje w splocie żylnym okolicy wyrostków poprzecznych najwyższych kręgów szyjnych. Towarzyszy w swoim przebiegu tętnicy szyjnej wstępującej, wpada do żyły kręgowej w jej dolnym odcinku.